# Megalorchis regalis
Megalorchis regalis är en orkidéart som först beskrevs av Rudolf Schlechter, och fick sitt nu gällande namn av Joseph Marie Henry Alfred Perrier de la Bâthie. Megalorchis regalis ingår i släktet Megalorchis och familjen orkidéer. Inga underarter finns listade i Catalogue of Life.